# شیرخشت قلعه
بقایای شیرخشت قلعه مربوط به دوران‌های تاریخی پس از اسلام است و در شهرستان دماوند، روستای کهنک واقع شده و این اثر در تاریخ ۹ اردیبهشت ۱۳۸۲ با شمارهٔ ثبت ۸۵۱۵ به‌عنوان یکی از آثار ملی ایران به ثبت رسیده است.